# Сплит (звукозапись)
Сплит (англ. split, split record) — музыкальный альбом (пластинка, CD, EP, сингл, и т. п.), на котором присутствуют композиции двух (реже — больше) разных исполнителей. Отличается от сборника тем, что включает в себя по несколько композиций каждого исполнителя, а не по 1—2 песни многих исполнителей.
С начала 1980-х годов сплиты активно используются независимыми лейблами и группами, играющими панк-рок, хардкор, метал и инди. Таким образом, покупающие сплит из-за одной группы, получают записи двух или больше групп, часто близких по стилю или идеям.
Изначально сплитами были виниловые пластинки, на одной стороне которых были песни одной группы, на обратной — другой. Впоследствии, эта идея была перенесена на компакт-диски, несмотря на то, что у CD обычно только одна сторона (исключение — двусторонние DVD, однако обычно их не используют для записи музыки).
Иногда на сплитах группы перепевают песни друг друга.

## Примеры сплитов
- Многие мини-альбомы (EP) группы Melt-Banana.
- Twice — сплит CD (2002) итальянских метал-групп Dark Lunacy и Infernal Poetry.
- «Split Before, Together Now» групп «Hair Peace Salon» и «Jitters».

### Русскоязычные
- Алла Пугачёва и «Весёлые ребята» «Золотой Орфей’76» — LP, Balcanton (Болгария).
- Альбом «Red Wave» (1986) — официально вышедший за пределами СССР сплит с четырьмя известнейшими группами советского рока.
- Совместная пластинка групп «Наутилус Помпилиус» и «Бригада С» («Мелодия», 1988), запись с фестиваля «Рок-панорама '87».
- Совместный альбом Валерия Леонтьева и Андрея Косинского «Последний вечер», выпущенный в 1993 году лейблом Americo на виниле.
- Альбом «Пейте с нами!» (1995) группы "Автоматические удовлетворители", «добитый» при издании на CD концертной записью Олеси Троянской.
- Альбом «Сплит 2012» российских анархо-панк коллективов «Военное Положение» и «Бригадир».
- «Био-сплит-альбом» групп Ульи и Элизиум «Электричка на Марс» (2004), где каждая группа перепевает песни другой.
- Три сплит-альбома группы «Тараканы!»
- Сплит-альбомы группы "Коловрат" с немецкими RAC-группами Nahkampf и Hassgesang.
- Альбом «Эффект бабочки» в который вошли композиции пэган-фолк-металл групп «Butterfly Temple», «Невидь» и «Путь Солнца» и «Омела».
- Сплит-альбом групп «Sonic Death» и «Казускома», вышедший в 2017 году.